# فيليب روزير
فيليب روزير (بالفرنسية: Philippe Rozier)‏ هو لاعب فروسية استعراضية ‏ فرنسي، ولد في 5 فبراير 1963 في مولن في فرنسا.

## وصلات خارجية
- فيليب روزير على موقع الاتحاد الدولي للفروسية (الإنجليزية)
- فيليب روزير على موقع FEI (رابط بديل) (الإنجليزية)
- فيليب روزير على موقع اللجنة الأولمبية الدولية (الإنجليزية)
- فيليب روزير على موقع أوليمبيديا (الإنجليزية)
- فيليب روزير على موقع اللجنة الأولمبية الفرنسية (مؤرشف) (الفرنسية)